# Der Kaiser (2022)
Der Kaiser ist ein deutsches Biopic des Fußballers Franz Beckenbauer von Tim Trageser aus dem Jahr 2022. Die Hauptrolle ist mit Klaus Steinbacher besetzt.

## Handlung
Der Film spiegelt das Leben des Franz Beckenbauer zwischen den Jahren 1963 und 1990 wider. Franz, der nach dem Wunsch seines Vaters den Beruf eines Versicherungsbeamten ausüben soll, entscheidet sich entgegen den väterlichen Vorstellungen für eine Fußballerkarriere. Angefangen beim Training des FC Bayern München 1964, wird sein fußballerisches Talent schnell erkannt, sodass Franz bereits mit 18 Jahren zum Führungsspieler des Vereins aufsteigt. Durch die Veränderung seiner Spielweise vom klassischen Abwehrspieler zum Libero schafft der Verein den Aufstieg in die Bundesliga. Aufgrund seiner herausragenden Fähigkeiten auf dem Spielfeld darf er als jüngster Spieler im Alter von 20 Jahren zur WM 1966 nach England mitfahren. Dort gelingt es der Mannschaft leider nicht, den Titel zu gewinnen, da sie England im Finale unterliegt. Dies spornt Franz jedoch nur umso stärker dazu an, den Weltmeistertitel bei einem späteren Turnier zu gewinnen. 1974 findet die Weltmeisterschaft im eigenen Land statt und Beckenbauer gelingt es, als Mannschaftskapitän die Mannschaft zum Sieg im Finale gegen die Niederlande zu führen. Einen weiteren Höhepunkt in seiner Karriere erreicht er als Teamchef der deutschen Nationalmannschaft mit dem Gewinn der Fußballweltmeisterschaft 1990 in Italien.
Auch sein Leben abseits des Platzes wird in dem Biopic beleuchtet. Neben Liebesbeziehungen und diversen Werbeverträgen durch seinen Manager Robert Schwan wird auch die Steueraffäre kurz aufgegriffen.

## Produktion
Die Dreharbeiten fanden vom 29. März 2022 bis zum 13. Mai 2022 in Tschechien, unter anderem in Prag, unter der Produktionsleitung von Bavaria Fiction im Auftrag von Sky Studios statt.

## Rezeption

### Kritiken
Der Film erhielt überwiegend ausgeglichene Kritiken. Auf IMDb erhielt der Film eine durchschnittliche Gesamtwertung von 5,7 und auf Moviepilot eine Durchschnittswertung von 5,4 von 10 Punkten.

### Auszeichnungen und Nominierungen
- Nominierung für Blauer Panther TV & Streaming Award[2]
- Auszeichnung beim New York TV & Film Award Silber für Klaus Steinbacher in der Kategorie „Best Performance by an Actor“